# Чарльз Ворделл Стайлз
Чарльз Ворделл Стайлз (англ. Charles Wardell Stiles; 15 травня 1867 — 24 січня 1941) — американський паразитолог. Особливо відомий тим, що проводив кампанію боротьби проти анкілостомідозу на півдні США, де було встановлено, що цей гельмінтоз обумовлює високу поширеність анемії.

## Біографія
Вивчав науку у Весліанському університеті в Коннектикуті (1885—1986), Колеж де Франс (1886–87), Берлінському університеті імені Гумбольдтів (1887—1889) та Лейпцизькому (1889—1890). У 1891 році продовжив освіту на зоологічній станції в Трієсті та в Інституті Пастера в Парижі. Він отримав докторську ступінь у Лейпцигу під керівництвом паразитолога
Рудольфа Лейкарта. Він читав лекції з медичної зоології в медичній школі Джонса Гопкінса та в Джорджтаунському університеті.
Працюючи в міністерстві сільського господарства США, Стайлз визначив новий вид анкілостом під назвою Necator americanus (Necator americanus, «Американський вбивця») за зразками, привезеними з Пуерто-Рико його колишнім студентом Бейлі Ешфордом. За сприяння журналіста Волтера Гайнса Пейджа це призвело до створення Санітарної комісії Рокфеллера — попередника Фонду Рокфеллера з метою знищення анкілостомідозу, особливо на Півдні Америки.
У 1902 році разом із А. Гассаллом дав остаточну назву збуднику стронгілоїдозу Strongyloides stercoralis. У 1908 році вперше в світі знайшов збудника спарганозу у людини. Він у 1915 році перейменував збудника лямбліозу з Cercomonas intestinalis на Giardia lamblia на честь першовідкривачів Альфреда Матьє Жіара і Вілема Лямбля.
Стайлз був секретарем Міжнародної комісії зоологічної номенклатури, групи, яка займалася встановленням стандартів для зоологічних класифікацій.

## Визнання
Нагороджений у 1921 році нагородою Національної академії наук США Public Welfare Medal.
Стандартна авторська абревіатура Стайлз (Stiles) використовується для позначення цього науковця як автора при цитуванні ботанічної назви.
Рід Stilesia типу Плоскі черви названий на його честь.

## Основні наукові праці
- «Trichinosis in Germany», 1901 (Трихінельоз у Німеччині)
- «Index-Catalog of Medical and Veterinary Zoology», (1902–20) (Індекс-каталог медичної та ветеринарної зоології)
- «Report upon the prevalence and geographic distribution of hookworm disease (uncinariasis or anchylostomiasis) in the United States», 1903 (Звіт про поширеність та географічний розподіл анкілостомідозу (унцинаріоз або анхілостоміоз) у Сполучених Штатах)
- «A zoological investigation into the cause, transmission, and source of Rocky Mountain spotted fever», 1905 (Зоологічне дослідження причини, передачі та джерела плямистої гарячки Скелястих гір)
- «A statistical study of the prevalence of intestinal worms in man», 1906 (Статистичне дослідження поширеності кишкових гельмінтів у людини)
- «The Sanitary Privy: Its Purpose and Construction», 1910 (Санітарний захід: його призначення та побудова)
- «Key-catalogue of the Protozoa reported for man», 1925 (Ключовий каталог найпростіших, виявлених у людини)
- «Key-catalogue of the worms reported for man», 1926 (Ключовий каталог хробаків, виявлених у людини)